# Spirasigma aculeata
Spirasigma aculeata is een sponssoort in de taxonomische indeling van de gewone sponzen (Demospongiae). Het lichaam van de spons bestaat uit kiezelnaalden en sponginevezels, en is in staat om veel water op te nemen. 
De spons behoort tot het geslacht Spirasigma en behoort tot de familie Spirasigmidae. De wetenschappelijke naam van de soort werd voor het eerst geldig gepubliceerd in 1897 door Whitelegge.